# فيليبي فيليشيو
فيليبي فيليشيو (بالبرتغالية: Felipe Felicio) هو لاعب كرة قدم برازيلي، ولد في 6 نوفمبر 2002 في بيلو هوريزونتي في البرازيل.

## وصلات خارجية
- فيليبي فيليشيو على موقع قاعدة بيانات كرة القدم.إي يو (الإنجليزية)
- فيليبي فيليشيو على موقع Soccerway.com (الإنجليزية)
- فيليبي فيليشيو على موقع عالم كرة القدم.نت (الإنجليزية)